# Kōtoku
Cesarz Kōtoku (jap. 孝徳天皇 Kōtoku tennō; ur. 22 kwietnia 596, zm. 24 listopada 654) — 36. cesarz Japonii, według tradycyjnego porządku dziedziczenia.

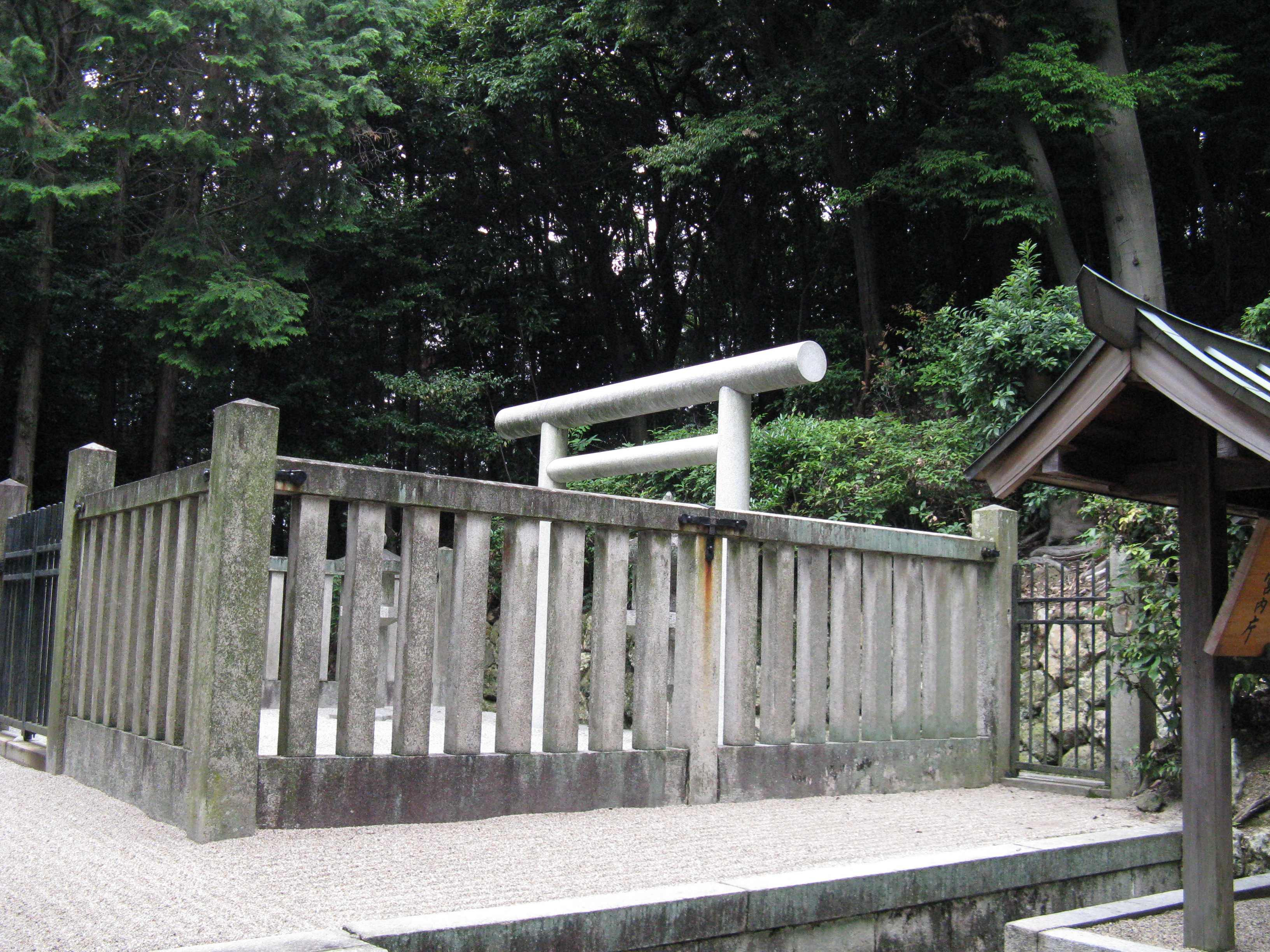
Grobowiec Kōtoku

Młodszy brat cesarzowej Kōgyoku, przed objęciem godności cesarskiej znany jako książę Karu.
Kōtoku panował w latach 645-654.
Tron objął w 645 r. dwa dni po zamachu na życie dworzanina Soga no Iruka. Wraz z objęciem panowania, przeniósł rezydencję cesarską do miejscowości Naniwa, w pobliżu współczesnej Osaki.
Kōtoku zapoczątkował proces przemian polityczno-społecznych zmierzających do centralizacji państwa, znany jako reforma Taika.
Zmarł na skutek choroby w 654 r. Po śmierci Kōtoku tron objęła ponownie jego starsza siostra (cesarzowa Kōgyoku) jako cesarzowa Saimei.
Mauzoleum Kōtoku znajduje się w Osaka. Nazywa się ono Ōsaka-no-shinaga no misasagi .